# Margaret Beaufort (1427-1474)
Margaret Beaufort (1427 – 1474) è stata una nobile inglese.

## Biografia
Era figlia di Edmund Beaufort, II duca di Somerset e di Lady Eleanor Beauchamp.
Era quindi imparentata con alcune delle più potenti famiglie inglesi del tempo: con gli Stuart, dinastia reale scozzese, i Neville, i Lancaster, i Tudor, i Beauchamp. Apparteneva alla potente famiglia Beaufort, che influenzò la politica inglese del XV secolo e soprattutto ebbe un ruolo di primo piano durante la guerra delle due rose.
I membri maschili della famiglia parteciparono militarmente al conflitto che vedeva contrapposti gli York e i Lancaster. A quelli femminili invece, come consuetudine a quel tempo, spettò rafforzare le alleanze dinastiche soggiacendo alla politica matrimoniale intrapresa dalla famiglia. Alla zia Giovanna Beaufort spettò come sposo Giacomo I di Scozia; a Margaret invece spettò unire i Beaufort agli Stafford sposando Humphrey, primogenito ed erede di Humphrey Stafford, I duca di Buckingham.
Dal matrimonio nacque un figlio:
- Henry (4 settembre 1454 - 2 novembre 1483).

Due anni dopo la nascita del bambino Margaret rimase vedova. Suo marito Humphrey andò a combattere col suocero Edmund nella Prima battaglia di St Albans e nessuno dei due fece ritorno.
Ritrovandosi contemporaneamente vedova e anche orfana del padre e della protezione della famiglia Beaufort, Margaret dovette contrarre un nuovo matrimonio. Intanto nel 1460 morì anche suo suocero il duca di Buckingham, lasciando come unico erede del ducato il piccolo Henry. Margaret non riuscì a farsi nominare reggente del figlio ma questi venne preso in custodia da Edoardo IV d'Inghilterra. Fu così che da adulto Henry prese le difese degli York e non dei Lancaster da cui discendeva sua madre.
Il secondo marito fu Sir Richard Dayrell a cui Margaret diede una figlia:
- Margaret Dayrell, che sposò James Tuchet, VII Barone Audley.

## Ascendenza
|                                             |                                           |                                          | Genitori                                     |  |  | Nonni |  |  | Bisnonni                                   |  |  | Trisnonni                 |  |
|                                             |                                           |                                          |                                              |  |  |       |  |  | Giovanni Plantageneto, I duca di Lancaster |  |  | Edoardo III d'Inghilterra |  |
|                                             |                                           |                                          |                                              |  |  |       |  |  | Giovanni Plantageneto, I duca di Lancaster |  |  | Edoardo III d'Inghilterra |  |
|                                             |                                           | Filippa di Hainaut                       |                                              |  |  |       |  |  | Giovanni Plantageneto, I duca di Lancaster |  |  |                           |  |
| John Beaufort, I conte di Somerset          |                                           |                                          |                                              |  |  |       |  |  | Giovanni Plantageneto, I duca di Lancaster |  |  |                           |  |
|                                             |                                           | Katherine Swynford                       | Payne De Roet                                |  |  |       |  |  |                                            |  |  |                           |  |
|                                             |                                           | Katherine Swynford                       | Payne De Roet                                |  |  |       |  |  |                                            |  |  |                           |  |
|                                             |                                           | Katherine Swynford                       | …                                            |  |  |       |  |  |                                            |  |  |                           |  |
| Edmund Beaufort, II duca di Somerset        |                                           | Katherine Swynford                       |                                              |  |  |       |  |  |                                            |  |  |                           |  |
|                                             |                                           | Thomas Holland, II conte di Kent         | Thomas Holland, I conte di Kent              |  |  |       |  |  |                                            |  |  |                           |  |
|                                             |                                           | Thomas Holland, II conte di Kent         | Thomas Holland, I conte di Kent              |  |  |       |  |  |                                            |  |  |                           |  |
|                                             |                                           | Thomas Holland, II conte di Kent         | Giovanna di Kent                             |  |  |       |  |  |                                            |  |  |                           |  |
| Margaret Holland                            |                                           | Thomas Holland, II conte di Kent         |                                              |  |  |       |  |  |                                            |  |  |                           |  |
|                                             |                                           | Alice FitzAlan                           | Richard FitzAlan, X conte di Arundel         |  |  |       |  |  |                                            |  |  |                           |  |
|                                             |                                           | Alice FitzAlan                           | Richard FitzAlan, X conte di Arundel         |  |  |       |  |  |                                            |  |  |                           |  |
|                                             |                                           | Alice FitzAlan                           | Eleonora di Lancaster                        |  |  |       |  |  |                                            |  |  |                           |  |
| Margaret Beaufort                           |                                           | Alice FitzAlan                           |                                              |  |  |       |  |  |                                            |  |  |                           |  |
|                                             | Thomas de Beauchamp, XII conte di Warwick | Thomas de Beauchamp, XI conte di Warwick |                                              |  |  |       |  |  |                                            |  |  |                           |  |
|                                             | Thomas de Beauchamp, XII conte di Warwick | Thomas de Beauchamp, XI conte di Warwick |                                              |  |  |       |  |  |                                            |  |  |                           |  |
|                                             | Thomas de Beauchamp, XII conte di Warwick | Katherine Mortimer                       |                                              |  |  |       |  |  |                                            |  |  |                           |  |
| Richard de Beauchamp, XIII conte di Warwick | Thomas de Beauchamp, XII conte di Warwick |                                          |                                              |  |  |       |  |  |                                            |  |  |                           |  |
|                                             |                                           | Margaret Ferrers                         | William Ferrers, III barone Ferrers di Groby |  |  |       |  |  |                                            |  |  |                           |  |
|                                             |                                           | Margaret Ferrers                         | William Ferrers, III barone Ferrers di Groby |  |  |       |  |  |                                            |  |  |                           |  |
|                                             |                                           | Margaret Ferrers                         | Margaret de Ufford                           |  |  |       |  |  |                                            |  |  |                           |  |
| Eleanor Beauchamp                           |                                           | Margaret Ferrers                         |                                              |  |  |       |  |  |                                            |  |  |                           |  |
|                                             |                                           | Thomas de Berkeley, V barone Berkeley    | Maurice de Berkeley, IV barone Berkeley      |  |  |       |  |  |                                            |  |  |                           |  |
|                                             |                                           | Thomas de Berkeley, V barone Berkeley    | Maurice de Berkeley, IV barone Berkeley      |  |  |       |  |  |                                            |  |  |                           |  |
|                                             |                                           | Thomas de Berkeley, V barone Berkeley    | Elizabeth le Despenser                       |  |  |       |  |  |                                            |  |  |                           |  |
| Elizabeth de Berkeley                       |                                           | Thomas de Berkeley, V barone Berkeley    |                                              |  |  |       |  |  |                                            |  |  |                           |  |
|                                             |                                           | Margaret de Lisle, III baronessa Lisle   | Warin, II barone Lisle de Lisle              |  |  |       |  |  |                                            |  |  |                           |  |
|                                             |                                           | Margaret de Lisle, III baronessa Lisle   | Warin, II barone Lisle de Lisle              |  |  |       |  |  |                                            |  |  |                           |  |
|                                             |                                           | Margaret de Lisle, III baronessa Lisle   | Margaret Pipard                              |  |  |       |  |  |                                            |  |  |                           |  |
|                                             |                                           | Margaret de Lisle, III baronessa Lisle   |                                              |  |  |       |  |  |                                            |  |  |                           |  |